# مجلس لسوتو
مجلس لسوتو (به زبان سوتو: Palamente ea Lesotho) نهاد قانون‌گذاری ملی در کشور لسوتو است که از دو مجلس تشکیل شده‌است: مجلس سنا (مجلس اعلا) و مجلس ملی (مجلس سفلا).